# Limerick Lake
Der Limerick Lake ist ein See in der kanadischen Provinz Ontario.

## Lage
Der Limerick Lake befindet sich im Einzugsgebiet des Trent River und des Ontariosees im Limerick-Township innerhalb des Hastings County. Er liegt ungefähr 2,5 Kilometer nordöstlich von dem ontarischen Highway 62, 160 Kilometer südwestlich der kanadischen Bundeshauptstadt Ottawa und 200 Kilometer nordöstlich der ontarischen Hauptstadt Toronto.

## Siedlungen
Der Großteil der Seeuferzone ist nur mit dem Boot erreichbar. Limerick Lake hat nur einen Dauereinwohner, aber der See hat 154 saisonbedingte Residenzen, die hauptsächlich in den Sommermonaten von Juni bis September bewohnt werden.

## Ökologie
Das Küstengebiet um den See ist stark bewaldet und reich an Tierarten wie Weißwedelhirsche, Bären, Elche, kanadische Biber, Seetauchern, und Niederwild. Der See enthält auch mehrere Fischarten: Forellenbarsch, Schwarzbarsch, Amerikanischer Flussbarsch, Steinbarsch, Amerikanischer Seesaibling und Gemeiner Sonnenbarsch.

## Freizeitgestaltungen
Normalerweise ist Limerick Lake von Ende November bis Ende April zugefroren, deshalb der See Winteraktivitäten wie Motorschlittenfahren, Skilanglauf, Schneeschuhwandern und Hundeschlittenfahren ermöglicht. Der See ist ein beliebtes Ziel für Outdoorenthusiasten, Fischer und Jäger.